# George T. Corbin Cabin
Pour les articles homonymes, voir Corbin.
La George T. Corbin Cabin, ou simplement Corbin Cabin, est une cabane américaine située dans le comté de Madison, en Virginie. Protégée au sein du parc national de Shenandoah, elle est inscrite au Virginia Landmarks Register depuis le 20 septembre 1988 et au Registre national des lieux historiques depuis le 13 janvier 1989.